# محوطه فیلگه (فیل‌خانه)
محوطه فیلگه (فیل خانه) مربوط به دوره ساسانیان است و در شهرستان بهبهان، بخش مرکزی، روستای ویسی واقع شده و این اثر در تاریخ ۱۷ اسفند ۱۳۸۱ با شمارهٔ ثبت ۷۹۲۴ به‌عنوان یکی از آثار ملی ایران به ثبت رسیده است.